# Ronceverte
Ronceverte es una ciudad ubicada en el condado de Greenbrier en el estado estadounidense de Virginia Occidental. En el Censo de 2010 tenía una población de 1765 habitantes y una densidad poblacional de 395,06 personas por km².

## Geografía
Ronceverte se encuentra ubicada en las coordenadas 37°45′4″N 80°28′11″O / 37.75111, -80.46972. Según la Oficina del Censo de los Estados Unidos, Ronceverte tiene una superficie total de 4.47 km², de la cual 4.4 km² corresponden a tierra firme y (1.51%) 0.07 km² es agua.

## Demografía
Según el censo de 2010, había 1765 personas residiendo en Ronceverte. La densidad de población era de 395,06 hab./km². De los 1765 habitantes, Ronceverte estaba compuesto por el 92.69% blancos, el 5.55% eran afroamericanos, el 0.11% eran amerindios, el 0.23% eran asiáticos, el 0% eran isleños del Pacífico, el 0.11% eran de otras razas y el 1.3% pertenecían a dos o más razas. Del total de la población el 1.13% eran hispanos o latinos de cualquier raza.